# Психология девиантного поведения
Психология девиантного поведения — психологическая научная дисциплина, изучающая сущность, генез и функционирование поведения, отклоняющегося от общепринятых стандартов и норм (моральных, религиозных, возрастных, этнических и пр.). Такое поведение обусловлено либо дезадаптивным развитием психики и личностных свойств (например, агрессивности, самоуничижения, выученной беспомощности и пр.), либо гиперспособностями, либо определенным психическим состоянием человека (например, переживанием утраты, депрессией и т. д.).
Проблемы девиантного поведения носят комплексный характер и разрабатываются специалистами разных психологических направлений, например, таких, как клиническая психология, возрастная и педагогическая психология, юридическая и социальная психология.
В настоящее время большое внимание уделяется разработке теории и методов профилактики, коррекции и реабилитации девиантного поведения в подростковом и юношеском возрасте.

## Типология девиантного поведения
В рамках психологического подхода существуют различные типологии отклоняющегося поведения личности.
Так, например, в зависимости от способов взаимодействия с реальностью и нарушения тех или иных норм общества В. Д. Менделевич выделяет следующие типы девиантного поведения:
- Делинкветный тип;
- Аддиктивный тип;
- Патохарактерологический тип;
- Психопатологический тип;
- Тип девиантного поведения, основанный на гиперспособностях.

Ю. А. Клейберг выделяет только 3 типа поведенческих девиаций:
- Негативные (например, употребление наркотиков);
- Позитивные (например, социальное творчество);
- Социально-нейтральные (например, попрошайничество).

Еще одну классификацию предлагает Е. В. Змановская. Выбрав в качестве ведущих критериев вид нарушаемой нормы и негативные последствия отклоняющегося поведения, автор выделяет следующие типы девиантного поведения:
- Антисоциальное (делинкветное) поведение (например, правонарушения, влекущие за собой уголовную или гражданскую ответственность);
- Асоциальное (аморальное) поведение (например, агрессивное поведение, сексуальные девиации, вовлечённость в азартные игры на деньги, бродяжничество и т. д.);
- Аутодеструктивное (саморазрушительное) поведение (например, суицидальное поведение, химическая зависимость, фанатическое поведение, виктимное поведение и т. д.)

## Психологические подходы к изучению девиантного поведения
1. Экзистенциально-гуманистический подход:
В своих трудах австрийский психолог В. Франкл писал о том, что отклоняющееся поведение является результатом подавления человеком своей духовности, ухода от ответственности за поиск смысла жизни. Согласно его воззрениям, оказать помощь человеку с отклоняющимся поведением значит помочь ему осознать свое духовное Я и принять ответственность за свою судьбу с последующим открытием им смысла своего существования.
Основатель клиент-центрированной психотерапии К. Роджерс считал, что нереалистичные, искаженные представления человека о себе, противоречивый опыт и внутренний конфликт между потребностью в самореализации и зависимостью от оценок извне являются главными причинами отклоняющегося поведения людей. Для преодоления личностных и поведенческих проблем К. Роджерс предлагал стимулировать процесс актуализации, организовывая для этого специальные условия. Например, в рамках клиент-центрированной терапии это — искренний интерес к личности, безусловное положительное принятие человека, безоценочное отношение к нему.
Согласно воззрениям американского психолога А. Маслоу, если в силу различных причин нормальная самоактуализация человека через любовь, творчество и духовность невозможна, она может быть компенсирована самовыражением через девиантное поведение. В качестве основных причин, препятствующих нормальной самоактуализации, А. Маслоу выделял фрустрацию базовых потребностей; индивидуальную фиксацию на потребностях низших уровней; недоразвитие высших потребностей и неблагоприятные социальные условия.
2. Психодинамический подход:
В рамках психодинамического подхода в качестве основного источника отклоняющегося поведения традиционно рассматривается постоянный конфликт между бессознательными влечениями, образующими в своей подавленной и вытесненной форме структуру «Оно», и социальными ограничениями естественной активности, образующими структуру «Я» и «Сверх-Я». Согласно данному подходу, нормальное развитие личности предполагает наличие оптимальных защитных механизмов, которые уравновешивают сферы сознательного и бессознательного. В противном случае формирование личности принимает аномальный характер
В отличие от представителей классического психоанализа, неофрейдисты отрицают представления о сексуальной этиологии внутренних конфликтов и считают главными причинами отклоняющегося поведения дефицит эмоционального контакта и теплого общения с матерью в раннем детстве (К. Хорни, Д. Боулби, Г. Салливан) и отсутствие у ребенка чувства безопасности и доверия в первые годы жизни (Э. Эриксон).
Основоположник индивидуальной психологии А. Адлер описывает иные психологические причины различных форм отклоняющегося поведения. Согласно его взглядам, основным фактором, определяющим развитие индивидуальности, является главная жизненная цель, которую в общем виде можно определить как цель достижения превосходства над другими. В норме направленность на цель достижения превосходства гармонично сочетается с направленностью на сотрудничество с другими людьми. В соответствии с этим причиной отклоняющегося поведения личности может стать либо наличие у нее неадекватной жизненной установки, либо неразвитость социального чувства.
3. Поведенческий подход:
В рамках классического бихевиоризма отклоняющееся поведение рассматривается как результат сложного обусловливания среды. Для коррекции девиантного поведения бихевиористы предлагают использовать негативное подкрепление (лишение чего-либо важного); эмоционально-негативное обусловливание (например, наказание, основанное на страхе); оперантное угашение реакции (когда реакция просто игнорируется, или человек помещается в такие условия, где нежелательное поведение невозможно).
Согласно положениям теории социального научения, основоположником которой является американский психолог А. Бандура, любое поведение человека, в том числе и девиантное, социально обусловлено и является результатом научения через наблюдение (викарное научение).
4. Когнитивный подход:
Согласно когнитивной модели А. Бека и рационально-эмотивной теории А. Эллиса, в основе отклоняющегося поведения лежат неадаптивные мыслительные схемы. Авторы подчеркивают, что именно неадекватные когниции запускают неадекватные чувства и действия. Искажения процесса переработки информации, а также неудачи в структурировании жизненных ситуаций в данном подходе рассматриваются в качестве отдельных причин поведенческих расстройств.
Девиантное поведение явление многоплановое и, помимо психологии, изучается другими научными дисциплинами, например, социологией, психиатрией и педагогикой.